# 阿爾帕爾斯蘭·蒂爾凱什
阿尔帕尔斯兰·蒂尔凯什（土耳其語：Alparslan Türkeş；1917年11月25日—1997年4月5日），土耳其極右派政治家和民族主義行動黨前總裁。他在1945年被軍事法庭指控從事法西斯和種族主義的活動，他被他的信徒稱為巴什布（土耳其語：Başbuğ；領導者）。
根據亞美尼亞人記者赫蘭特·丁克的意見，蒂尔凯什是錫瓦斯亞美尼亞人後裔，他也是一個孤兒，後在塞浦路斯接受伊斯蘭教。
1960年土耳其軍人發動政變後，他成為軍人政府代言人，但是蒂尔凯什上校在軍政府中的內部政變中被逐出，並在後來加入了共和村民民族黨並當選為委員會主席。在1969年改組為民族主義行動黨，並擔任副總裁。
蒂尔凯什作為極右派，他在1965年發布了政治小冊子名為“Dokuz ISIK Doktrini”（九燈光主義），列出民族主義思想基礎上九個基本原則。這是民族主義，理想主義，道德主義、社会性主义、科學主義、獨立主義、農本主義、進步主義、民粹主義、工業化和技術主義。
他也是土耳其反共主義的領袖，他的追隨者認為他是土耳其民族主義運動的主要標誌之一。